# Division 1 1978-1979
La Division 1 1978-1979 è stata la 41ª edizione della massima serie del campionato francese di calcio, disputato tra il 19 luglio 1978 e il 1º giugno 1979 e concluso con la vittoria dello Strasburgo, al suo primo titolo.
Capocannoniere del torneo è stato Carlos Bianchi (Paris Saint-Germain) con 27 reti.

## Stagione

### Formula
A partire da questa stagione, la penultima classificata avrebbe disputato i play-out contro la vincitrice dello spareggio fra le seconde classificate dei gironi della Division 2.

### Avvenimenti
L'avvio del campionato vide lo Strasburgo lanciato in vetta alla classifica anche se, un pareggio a Laval alla seconda giornata favorì l'ascesa del Metz, a punteggio pieno dopo quattro turni. Una netta vittoria (3-0) nello scontro diretto con i loreni il 18 agosto lanciò definitivamente lo Strasburgo in testa alla classifica: grazie ai risultati favorevoli ottenuti negli scontri diretti (2-1 contro il Saint-Étienne il 22 settembre e 1-1 a Bordeaux nella giornata successiva), gli alsaziani ottennero un vantaggio di +5 sulle inseguitrici, che mantennero inalterato fino alla fine del girone di andata.
Assicuratosi il primo posto al giro di boa con due giornate di anticipo, lo Strasburgo andò incontro ad una crisi di risultati nelle giornate a cavallo dei due gironi, di cui approfittò il Monaco, che arrivò alla vigilia del big match (in programma il 1º dicembre) con due punti di svantaggio. Una doppietta di Piasecki tagliò fuori i monegaschi dalla lotta al titolo e ridiede fiducia allo Strasburgo che riprese la propria marcia, seppur tallonato dal Nantes e dal Saint-Étienne. Furono in particolare i canarini a tentare un avvicinamento a cavallo tra marzo e aprile, arrivando a -1 dalla vetta grazie anche alla sconfitta patita il 28 marzo dallo Strasburgo nello scontro diretto con il Saint-Étienne. Grazie a due vittorie consecutive lo Strasburgo ributtò indietro le rivali resistendo, nelle giornate successive, alla pressione del Saint-Étienne (portatosi a -1 dopo la trentacinquesima giornata): il verdetto finale arrivò all'ultimo turno (giocato il 1º giugno), quando una netta vittoria dello Strasburgo a Lione consegnò il titolo nazionale al club alsaziano.
L'ultima giornata si rivelò decisiva anche in chiave salvezza, avendo in cartellone l'incontro Paris FC e Valenciennes, appaiate al penultimo posto con quest'ultima squadra avvantaggiata dalla differenza reti: l'1-1 finale confermò pertanto i parigini al penultimo posto, vedendosi costretti a disputare lo spareggio promozione-salvezza con il Lens. Una vittoria per 3-2 ai tiri di rigore dei sang et or decretò la retrocessione del club parigino, che salutò definitivamente la prima divisione assieme ad uno Stade Reims mai in gara nel corso del campionato. Poco vivace fu la lotta per le qualificazioni in Coppa UEFA, con Nantes e Saint-Étienne già qualificate con diverse giornate di anticipo: la postuma vittoria dei canarini in Coppa di Francia sancì il ripescaggio del Monaco, qualificato grazie alla miglior differenza reti nei confronti del Metz.

## Squadre partecipanti
| Club                | Stagione | Città         | Stadio                   | Stagione precedente             |
| ------------------- | -------- | ------------- | ------------------------ | ------------------------------- |
| Angers              | dettagli | Angers        | Stadio Jean Bouin        | 1º posto in Division 2 (Gir. A) |
| Bastia              | dettagli | Bastia        | Stadio Armand Cesari     | 5º posto in Division 1          |
| Bordeaux            | dettagli | Bordeaux      | Parco Lescure            | 16º posto in Division 1         |
| Laval               | dettagli | Laval         | Stade Francis Le Basser  | 10º posto in Division 1         |
| Lilla               | dettagli | Lilla         | Stade Grimonprez-Jooris  | 1º posto in Division 2 (Gir. B) |
| Metz                | dettagli | Metz          | Stadio Saint-Symphorien  | 12º posto in Division 1         |
| Monaco              | dettagli | Monaco        | Stadio Louis II          | Campione di Francia             |
| Nancy               | dettagli | Nancy         | Stadio Marcel Picot      | 6º posto in Division 1          |
| Nantes              | dettagli | Nantes        | Stadio Marcel Saupin     | 2º posto in Division 1          |
| Nîmes               | dettagli | Nîmes         | Stadio des Costières     | 13º posto in Division 1         |
| Nizza               | dettagli | Nizza         | Stade Municipal du Ray   | 8º posto in Division 1          |
| Olympique Lione     | dettagli | Lione         | Stadio di Gerland        | 17º posto in Division 1         |
| Olympique Marsiglia | dettagli | Marsiglia     | Stadio Vélodrome         | 4º posto in Division 1          |
| Paris FC            | dettagli | Parigi        | Parco dei Principi       | 2º posto in Division 2 (Gir. B) |
| Paris Saint-Germain | dettagli | Parigi        | Parco dei Principi       | 11º posto in Division 1         |
| Saint-Étienne       | dettagli | Saint-Étienne | Stadio Geoffroy-Guichard | 7º posto in Division 1          |
| Sochaux             | dettagli | Montbéliard   | Stadio Auguste Bonal     | 9º posto in Division 1          |
| Stade Reims         | dettagli | Reims         | Stadio Auguste Delaune   | 15º posto in Division 1         |
| Strasburgo          | dettagli | Strasburgo    | Stadio della Meinau      | 3º posto in Division 1          |
| Valenciennes        | dettagli | Valenciennes  | Stadio Nungesser         | 14º posto in Division 1         |

## Allenatori
I cambiamenti più importanti nelle panchine avvennero nel Bordeaux, dove il nuovo presidente Claude Bez affidò la squadra a Luis Carniglia, e al Nizza in cui Léon Rossi lasciò il proprio posto a Ferry Koczur, allenatore delle giovanili e vice della prima squadra.

### Allenatori e primatisti
| Squadra             | Allenatore                                                                          | Calciatore più presente                                                 | Cannoniere                      |
| ------------------- | ----------------------------------------------------------------------------------- | ----------------------------------------------------------------------- | ------------------------------- |
| Angers              | Aimé Mignot                                                                         | Pascal Janin (38)                                                       | François Félix (11)             |
| Bastia              | Pierre Cahuzac                                                                      | Simeï Ihily (37)                                                        | Johnny Rep (15)                 |
| Bordeaux            | Luis Carniglia                                                                      | Christian Delachet, Alain Giresse (38)                                  | Jacky Vergnes, Moca Vukotić (8) |
| Laval               | Michel Le Millinaire                                                                | Michel Cougé (38)                                                       | Pierre Lechantre (12)           |
| Lilla               | José Arribas                                                                        | Roberto Cabral, Žarko Olarević, Pierre Pleimelding (38)                 | Pierre Pleimelding (21)         |
| Metz                | Marc Rastoll                                                                        | Henryk Kasperczak, André Rey (37)                                       | Cheik Diallo (13)               |
| Monaco              | Lucien Leduc                                                                        | Raúl Nogués (37)                                                        | Delio Onnis (22)                |
| Nancy               | Antoine Redin                                                                       | Bernard Zénier (37)                                                     | Bernard Zénier (15)             |
| Nantes              | Jean Vincent                                                                        | Jean-Paul Bertrand-Demanes (38)                                         | Éric Pécout (22)                |
| Nîmes               | Henri Noël                                                                          | Bruno Devot (37)                                                        | Gilbert Marguerite (21)         |
| Nizza               | Ferry Koczur (1ª-23ª) Albert Batteux (24ª-38ª)                                      | René Bocchi, Jean-Marc Guillou, Henri Zambelli (36)                     | Nenad Bjeković (17)             |
| Olympique Lione     | Aimé Jacquet                                                                        | Yves Chauveau (37)                                                      | Serge Chiesa (9)                |
| Olympique Marsiglia | Ivan Marković (1ª-23ª) Jules Zvunka (24ª-38ª)                                       | François Bracci, Robert Buigues (38)                                    | Marc Berdoll (12)               |
| Paris FC            | Robert Vicot                                                                        | Jean-François Beltramini (38)                                           | Jean-François Beltramini (14)   |
| Paris Saint-Germain | Jean-Michel Larqué (1ª-8ª) Pierre Alonzo (9ª-16ª) Velibor Vasović (17ª-38ª)         | Dominique Baratelli, Dominique Bathenay (38)                            | Carlos Bianchi (27)             |
| Saint-Étienne       | Robert Herbin                                                                       | Jean-Marie Elie, Christian Lopez (38)                                   | Dominique Rocheteau (21)        |
| Sochaux             | Jean Fauvergue                                                                      | Abdoulaye Gueye, Patrick Revelli (35)                                   | Zvonko Ivezić (15)              |
| Stade Reims         | Jean-Claude D'Arménia (1ª-13ª) Pierre Flamion (14ª-24ª) Claude Prosdocimi (25ª-38ª) | Patrick Buisset (34)                                                    | Jean-Claude Gérard (5)          |
| Strasburgo          | Gilbert Gress                                                                       | Dominique Dropsy, Albert Gemmrich Francis Piasecki, Léonard Specht (38) | Albert Gemmrich (17)            |
| Valenciennes        | Jean-Pierre Destrumelle                                                             | Patrick Bas (38)                                                        | Serge Lugier, Roger Milla (6)   |

## Classifica finale
|  | Pos. | Squadra             | Pt | G  | V  | N  | P  | GF | GS | DR  |
|  | ---- | ------------------- | -- | -- | -- | -- | -- | -- | -- | --- |
|  | 1.   | Strasburgo          | 56 | 38 | 22 | 12 | 4  | 68 | 28 | +40 |
|  | 2.   | Nantes              | 54 | 38 | 23 | 8  | 7  | 85 | 33 | +52 |
|  | 3.   | Saint-Étienne       | 54 | 38 | 24 | 6  | 8  | 77 | 34 | +43 |
|  | 4.   | Monaco              | 44 | 38 | 18 | 8  | 12 | 70 | 51 | +19 |
|  | 5.   | Metz                | 44 | 38 | 19 | 6  | 13 | 61 | 56 | +5  |
|  | 6.   | Lilla               | 40 | 38 | 11 | 18 | 9  | 67 | 62 | +5  |
|  | 7.   | Olympique Lione     | 40 | 38 | 15 | 10 | 13 | 53 | 56 | -3  |
|  | 8.   | Nîmes               | 39 | 38 | 15 | 9  | 14 | 61 | 50 | +11 |
|  | 9.   | Sochaux             | 39 | 38 | 15 | 9  | 14 | 63 | 53 | +10 |
|  | 10.  | Bordeaux            | 39 | 38 | 12 | 15 | 11 | 45 | 42 | +3  |
|  | 11.  | Nancy               | 38 | 38 | 15 | 8  | 15 | 77 | 61 | +16 |
|  | 12.  | Olympique Marsiglia | 37 | 38 | 12 | 13 | 13 | 50 | 55 | -5  |
|  | 13.  | Paris Saint-Germain | 36 | 38 | 14 | 8  | 16 | 59 | 66 | -7  |
|  | 14.  | Bastia              | 35 | 38 | 13 | 9  | 16 | 53 | 65 | -12 |
|  | 15.  | Nizza               | 32 | 38 | 11 | 10 | 17 | 58 | 75 | -17 |
|  | 16.  | Laval               | 30 | 38 | 8  | 14 | 16 | 53 | 73 | -20 |
|  | 17.  | Angers              | 30 | 38 | 8  | 14 | 16 | 37 | 68 | -31 |
|  | 18.  | Valenciennes        | 28 | 38 | 9  | 10 | 19 | 36 | 65 | -29 |
|  | 19.  | Paris FC            | 28 | 38 | 9  | 10 | 19 | 42 | 77 | -35 |
|  | 20.  | Stade Reims         | 17 | 38 | 3  | 11 | 24 | 26 | 71 | -45 |

Legenda:
      Campione di Francia e ammessa alla Coppa dei Campioni 1979-1980.
      Ammesse alla Coppa UEFA 1979-1980.
      Ammesse alla Coppa delle Coppe 1979-1980.
  Partecipa ai play-out.
      Retrocesse in Division 2 1979-1980.
Note:
Due punti a vittoria, uno a pareggio, zero a sconfitta.
In caso di arrivo di due o più squadre a pari punti, la graduatoria verrà stilata secondo la classifica avulsa tra le squadre interessate che prevede, in ordine, i seguenti criteri:
- Differenza reti generale.
- Reti realizzate in generale.

### Squadra campione
| Formazione tipo | Giocatori (presenze)   |
| --- | ---------------------- |
| Dropsy Specht Novi Domenech Marx Ehrlacher Deutschmann Piasecki Gemmrich Wagner Tanter | Dominique Dropsy (38)  |
| Dropsy Specht Novi Domenech Marx Ehrlacher Deutschmann Piasecki Gemmrich Wagner Tanter | Léonard Specht (38)    |
| Dropsy Specht Novi Domenech Marx Ehrlacher Deutschmann Piasecki Gemmrich Wagner Tanter | Raymond Domenech (37)  |
| Dropsy Specht Novi Domenech Marx Ehrlacher Deutschmann Piasecki Gemmrich Wagner Tanter | Jean-Jacques Marx (30) |
| Dropsy Specht Novi Domenech Marx Ehrlacher Deutschmann Piasecki Gemmrich Wagner Tanter | Jacques Novi (30)      |
| Dropsy Specht Novi Domenech Marx Ehrlacher Deutschmann Piasecki Gemmrich Wagner Tanter | René Deutschmann (34)  |
| Dropsy Specht Novi Domenech Marx Ehrlacher Deutschmann Piasecki Gemmrich Wagner Tanter | Yves Ehrlacher (29)    |
| Dropsy Specht Novi Domenech Marx Ehrlacher Deutschmann Piasecki Gemmrich Wagner Tanter | Francis Piasecki (38)  |
| Dropsy Specht Novi Domenech Marx Ehrlacher Deutschmann Piasecki Gemmrich Wagner Tanter | Albert Gemmrich (29)   |
| Dropsy Specht Novi Domenech Marx Ehrlacher Deutschmann Piasecki Gemmrich Wagner Tanter | Joël Tanter (33)       |
| Dropsy Specht Novi Domenech Marx Ehrlacher Deutschmann Piasecki Gemmrich Wagner Tanter | Roland Wagner (35)     |
| Altri giocatori: Jacky Duguépéroux (28), Roger Jouve (26), Nabatingue Toko (17), Rémi Vogel (5), Jacky Vergnes (4), André Wiss (2), Arsène Wenger (2); Bernard Tischner (2), Éric Mosser (1), Jacques Glassmann (1). |                        |

## Spareggi

### Play-out
|          | Risultati     |          | Luogo e data          |
| -------- | ------------- | -------- | --------------------- |
| Paris FC | 0-0           | Lens     | Parigi, 5 giugno 1979 |
| Lens     | 0-0 3-2 (dcr) | Paris FC | Lens, 14 giugno 1979  |
|          |               |          |                       |

## Statistiche

### Squadre

#### Capoliste solitarie
|    | —— | ——   | ——   | —— | ——         | ——         | ——         | ——         | ——         | ——         | ——         | ——         | ——         | ——         | ——         | ——         | ——         | ——         | ——         | ——         | ——         | ——         | ——         | ——         | ——         | ——         | ——         | ——         | ——         | ——         | ——         | ——         | ——         | ——         | ——         | ——         | ——         | —— |  |
|    |    | Metz | Metz |    | Strasburgo | Strasburgo | Strasburgo | Strasburgo | Strasburgo | Strasburgo | Strasburgo | Strasburgo | Strasburgo | Strasburgo | Strasburgo | Strasburgo | Strasburgo | Strasburgo | Strasburgo | Strasburgo | Strasburgo | Strasburgo | Strasburgo | Strasburgo | Strasburgo | Strasburgo | Strasburgo | Strasburgo | Strasburgo | Strasburgo | Strasburgo | Strasburgo | Strasburgo | Strasburgo | Strasburgo | Strasburgo | Strasburgo |    |  |
|    |    |      |      |    |            |            |            |            |            |            |            |            |            |            |            |            |            |            |            |            |            |            |            |            |            |            |            |            |            |            |            |            |            |            |            |            |            |    |  |
|    |    |      |      |    |            |            |            |            |            |            |            |            |            |            |            |            |            |            |            |            |            |            |            |            |            |            |            |            |            |            |            |            |            |            |            |            |            |    |  |
| 1ª | 2ª | 3ª   | 4ª   | 5ª | 6ª         | 7ª         | 8ª         | 9ª         | 10ª        | 11ª        | 12ª        | 13ª        | 14ª        | 15ª        | 16ª        | 17ª        | 18ª        | 19ª        | 20ª        | 21ª        | 22ª        | 23ª        | 24ª        | 25ª        | 26ª        | 27ª        | 28ª        | 29ª        | 30ª        | 31ª        | 32ª        | 33ª        | 34ª        | 35ª        | 36ª        | 37ª        | 38ª        |    |  |

#### Classifiche di rendimento

##### Rendimento andata-ritorno
| Andata              | Andata | Ritorno             | Ritorno |
|                     |        |                     |         |
| Strasburgo          | 29     | Nantes              | 32      |
| Monaco              | 26     | Saint-Étienne       | 30      |
| Saint-Étienne       | 24     | Strasburgo          | 27      |
| Sochaux             | 23     | Metz                | 24      |
| Nantes              | 22     | Nîmes               | 21      |
| Olympique Lione     | 21     | Nancy               | 21      |
| Bordeaux            | 21     | Nizza               | 21      |
| Lilla               | 20     | Olympique Marsiglia | 21      |
| Metz                | 20     | Lilla               | 20      |
| Nîmes               | 18     | Paris Saint-Germain | 19      |
| Bastia              | 18     | Olympique Lione     | 19      |
| Laval               | 18     | Monaco              | 18      |
| Nancy               | 17     | Bordeaux            | 18      |
| Paris Saint-Germain | 17     | Bastia              | 17      |
| Olympique Marsiglia | 16     | Sochaux             | 16      |
| Valenciennes        | 16     | Angers              | 14      |
| Angers              | 16     | Paris FC            | 13      |
| Paris FC            | 15     | Laval               | 12      |
| Stade Reims         | 12     | Valenciennes        | 12      |
| Nizza               | 11     | Stade Reims         | 5       |

##### Rendimento casa-trasferta
| In casa             | In casa | In trasferta        | In trasferta |
|                     |         |                     |              |
| Saint-Étienne       | 36      | Strasburgo          | 22           |
| Nantes              | 36      | Monaco              | 20           |
| Strasburgo          | 34      | Nantes              | 18           |
| Nîmes               | 31      | Saint-Étienne       | 18           |
| Sochaux             | 28      | Metz                | 17           |
| Lilla               | 28      | Bordeaux            | 15           |
| Olympique Lione     | 28      | Olympique Marsiglia | 14           |
| Nancy               | 27      | Laval               | 13           |
| Metz                | 27      | Lilla               | 12           |
| Bastia              | 26      | Olympique Lione     | 12           |
| Paris Saint-Germain | 26      | Nancy               | 11           |
| Nizza               | 24      | Sochaux             | 11           |
| Monaco              | 24      | Paris Saint-Germain | 10           |
| Bordeaux            | 24      | Bastia              | 9            |
| Olympique Marsiglia | 23      | Nîmes               | 8            |
| Valenciennes        | 22      | Nizza               | 8            |
| Angers              | 22      | Angers              | 8            |
| Paris FC            | 20      | Paris FC            | 8            |
| Laval               | 17      | Valenciennes        | 6            |
| Stade Reims         | 13      | Stade Reims         | 4            |

#### Primati stagionali
Squadre
- Maggior numero di vittorie: Saint-Étienne (24)
- Minor numero di sconfitte: Strasburgo (4)
- Miglior attacco: Saint-Étienne (85)
- Miglior difesa: Strasburgo (28)
- Miglior differenza reti: Saint-Étienne (+52)
- Maggior numero di pareggi: Lilla (18)
- Minor numero di vittorie: Stade Reims (3)
- Maggior numero di sconfitte: Stade Reims (24)
- Peggiore attacco: Stade Reims (28)
- Peggior difesa: Paris FC (77)
- Peggior differenza reti: Stade Reims (-45)

### Individuali

#### Classifica marcatori
| Gol | Rigori |  | Giocatore           | Squadra             |
| --- | ------ |  | ------------------- | ------------------- |
| 27  | 2      |  | Carlos Bianchi      | Paris Saint-Germain |
| 22  | 3      |  | Delio Onnis         | Monaco              |
| 22  |        |  | Éric Pécout         | Nantes              |
| 21  | 2      |  | Gilbert Marguerite  | Nîmes               |
| 21  |        |  | Pierre Pleimelding  | Lilla               |
| 21  |        |  | Dominique Rocheteau | Saint-Étienne       |
| 17  | 1      |  | Nenad Bjeković      | Nizza               |
| 17  |        |  | Albert Gemmrich     | Strasburgo          |
| 16  |        |  | Roberto Cabral      | Lilla               |
| 15  | 6      |  | Zvonko Ivezić       | Sochaux             |
| 15  | 3      |  | Žarko Olarević      | Lilla               |
| 15  |        |  | Johnny Rep          | Bastia              |
| 15  | 2      |  | Bernard Zénier      | Nancy               |

### Arbitri
Di seguito è indicata, in ordine alfabetico, la lista dei 32 arbitri che presero parte alla Division 1 1978-1979. Tra parentesi è riportato il numero di incontri diretti.
- Marcel Bacou (22)
- Jean Bancourt (16)
- Mohamed Benali (2)
- Albert Bouffandeau (9)
- Claude Bouillet (1)
- Jean-Claude Bourgeois (2)
- Jean-Claude Boyer (2)
- Marc Buils (13)
- Michel Dailly (2)
- Alain Delmer (26)
- Ottorino di Bernardo (23)
- Henrik Didier (21)
- Jean-Pierre Espugne-Darses (1)
- Jacques Ferrari (1)
- Stéphane Frére (1)
- Michel Girard (1)

- Ange Jourdain (4)
- Michel Kitabdjian (26)
- Georges Konrath (27)
- Daniel Lambert (15)
- Michel Leloup (15)
- René Lopez (2)
- Jean-Claude Martin (3)
- Jean-Marie Meeus (16)
- Guy Mouchotte (16)
- Jean Muchembeld (12)
- Joël Quiniou (1)
- Ange Rancelli (7)
- Michel Vautrot (24)
- Achille Verbecke (26)
- René Vigliani (21)
- Robert Wurtz (20)

## Percorso dei club nelle coppe europee
| Club       | Competizione       | Risultato        | Ultimo avversario   |
| ---------- | ------------------ | ---------------- | ------------------- |
| Monaco     | Coppa dei Campioni | Primo turno      | Malmo (0-0; 0-1)    |
| Nancy      | Coppa delle Coppe  | Ottavi di finale | Servette (1-2; 2-2) |
| Strasburgo | Coppa UEFA         | Ottavi di finale | Duisburg (0-0; 0-4) |
| Nantes     | Coppa UEFA         | Primo turno      | Benfica (0-2; 0-0)  |